# Steen Skybolt
Steen Skybolt  je ameriški doma zgrajeni akrobatski dvokrilnik, ki ga je zasnoval Lamar Steen. Prvič je poletel oktobra 1970.
Grajen je iz varjenih cevi, lesa (krila) in tkanine. Ima fiksno pristajalno podvozje z repnim kolesom. Kabina ima dva sedeža (tandem), na akrobatskih tekmovanjih je po navadi samo en pilot, sprednji sdež je zaprt. 
Originalni Skybolt je imel 180 konjski protibatni motor Lycoming HO-360-B1B, nekateri modeli imajo tudi zvezdasti motor Vedenejev M14P s 400 KM

## Specifikacije (Skybolt (D))
Podatki iz Simpson 2001
Splošne značilnosti
- Posadka: one
- Število sedežev: one passenger
- Dolžina: 19 ft 0 in (5,79 m)
- Razpon kril: 24 ft 0 in (7,32 m)
- Višina: 7 ft 0 in (2,13 m)
- Teža praznega letala: 1.080 lb (490 kg)
- Maks. vzletna teža: 1.650 lb (748 kg)
- Pogon letala: 1 × Lycoming HO-360-B1B protibatni motor, 180 hp (130 kW)

Zmogljivost
- Maks. hitrost: 145 mph (233 km/h; 126 kn)
- Potovalna hitrost: 130 mph (113 kn; 209 km/h)
- Doseg: 450 mi (391 nmi; 724 km)
- Hitrost vzpenjanja: 2.500 ft/min (13 m/s)